# Arrigo Tognotti
Arrigo Tognotti (La Spezia, ... – ...; fl. XX secolo) è stato un calciatore italiano, di ruolo centrocampista e attaccante.
Era noto come Tognotti I o Tognotti III per distinguerlo dal fratello Orlando, anch'egli calciatore.

## Carriera
Dedicatosi inizialmente alla corsa, ove ottenne alcuni risultati nelle competizioni locali con le società ginnastiche Veloce Club La Spezia e Juventus Spezzina.
Proveniente dal Veloce Club La Spezia, Tognotti giocò con lo Spezia due stagioni in massima serie, nel 1923-1924 e Prima Divisione 1924-1925, retrocedendo in cadetteria al termine della seconda.
In seguito milita nel G.S. Odero-Terni di La Spezia.